# 旧制中等教育学校の一覧 (熊本県)
学制改革前（第二次世界大戦前）の熊本県内での旧学制の中等教育学校の一覧である。

## 旧制中学校

### 公立
- 県立千葉中学校 ⇒ 熊本県立熊本中学校（1879年）⇒ 熊本県尋常中学校 ⇒（廃校）
- 同心学舎 ⇒ 私立済済黌 ⇒ 九州学院 ⇒ 熊本県尋常中学校（1894年）⇒ 熊本県中学済々黌 ⇒ 熊本県中学第一済々黌 ⇒ 熊本県立中学済々黌 ⇒《新制》熊本県立済々黌高等学校
- 熊本県中学第二済々黌（1900年）⇒ 熊本県立熊本中学校 ⇒《新制》熊本県立熊本高等学校
- 熊本県中学済々黌天草分校（1896年）⇒ 熊本県立天草中学校 ⇒《新制》熊本県立天草高等学校
- 熊本県中学済々黌山鹿分校（1896年）⇒ 熊本県立鹿本中学校 ⇒《新制》熊本県立鹿本高等学校
  - 城北学館中学校（私立）⇒（熊本県尋常中学済々黌山鹿分黌に統合）
- 熊本県中学済々黌八代分校（1896年）⇒ 熊本県立八代中学校 ⇒《新制》熊本県立八代高等学校 ⇒ 熊本県立八代中学校・高等学校（2009年）
- 熊本県立熊本中学校玉名分校（1903年）⇒ 熊本県立玉名中学校 ⇒《新制・統合》熊本県立玉名高等学校 ⇒ 熊本県立玉名高等学校・附属中学校（2010年）
- 熊本県立宇土中学校（1920年）⇒《新制》熊本県立宇土高等学校 ⇒ 熊本県立宇土中学校・高等学校（2009年）
- 熊本県立御船中学校（1921年：上益城郡木倉村）⇒《新制・統合》熊本県立御船高等学校
- 熊本県立大津中学校（1923年）⇒《新制・統合》熊本県立大津高等学校
- 熊本県立人吉中学校（1924年）⇒《新制・統合》熊本県立人吉高等学校
- 熊本県立玉名中学校荒尾分教場（1946年）⇒《新制・統合》熊本県立荒尾高等学校 ⇒（2015年：統合）熊本県立岱志高等学校

### 私立
- 浄土宗学鎮西支校（1888年）⇒ 鎮西中学校（1905年）⇒《新制》鎮西高等学校 ⇒ 鎮西中学校・高等学校 ⇒ 鎮西高等学校（2020年）
- 路帖神学校（1909年）⇒ 九州中学校（1943年）⇒ 九州学院中学校 ⇒《新制》九州学院中学校・高等学校
- 時習中学校（1920年）⇒（1931年 廃止）

## 高等女学校

### 公立
- 熊本県立高等女学校（1903年）⇒ 熊本県立第一高等女学校 ⇒《新制・統合》熊本県立女子高等学校 ⇒（1949年：共学化）熊本県立第一高等学校
- 熊本県立第二高等女学校（1921年：熊本県女子師範学校に併設）⇒《新制・統合》熊本県立女子高等学校 ⇒ 熊本県立第一高等学校
- 八代郡立高等女学校（1901年）⇒ 熊本県立八代高等女学校 ⇒《新制》熊本県立八代女子高等学校 ⇒（1949年：統合）熊本県立八代高等学校 ⇒ 熊本県立八代中学校・高等学校（2009年）
- 鹿本郡山鹿町外十七ケ町村学校土木組合立山鹿実科高等女学校（1912年）⇒ 組合立山鹿高等女学校（1919年）⇒ 熊本県立山鹿高等女学校 ⇒《新制》熊本県立山鹿高等学校 ⇒（1968年：統合）熊本県立鹿本高等学校
- 玉名郡立実科高等女学校（1912年）⇒ 玉名郡立玉名高等女学校（1920年）⇒ 熊本県立高瀬高等女学校 ⇒《新制・統合》熊本県立玉名高等学校
- 隈府町外十一カ村組合立菊池女学校（1908年）⇒ 組合立菊池実科高等女学校 ⇒ 熊本県菊池高等女学校（1920年）⇒ 熊本県立隈府高等女学校 ⇒ 熊本県立菊池高等女学校 ⇒《新制》熊本県立菊池高等学校 ⇒（統合）熊本県立菊池総合高等学校 ⇒（1953年：農業科・養蚕科を熊本県立菊池農蚕高等学校として分離）熊本県立菊池高等学校
- 下益城郡立実科高等女学校（1918年）⇒ 下益城高等女学校（1921年）⇒ 熊本県立松橋高等女学校 ⇒《新制》熊本県立松橋高等学校
- 私立天草養正女学校（1912年）⇒ 私立天草養正実科高等女学校 ⇒ 天草郡立養正実科高等女学校 ⇒ 熊本県立天草高等女学校（1921年）⇒ 熊本県立本渡高等女学校 ⇒《新制・統合》熊本県立天草女子高等学校 ⇒（1949年：統合）熊本県立天草高等学校
- 牛深町立熊本県牛深実科高等女学校（1925年）⇒ 町立熊本県牛深高等女学校（1943年）⇒《新制・統合》熊本県立天草女子高等学校 牛深分校 ⇒ 熊本県立天草高等学校 牛深分校 ⇒（1951年：独立）熊本県立牛深高等学校
- 熊本市立実科高等女学校（1911年）⇒ 熊本市立高等女学校（1922年）⇒《新制》熊本市立女子高等学校 ⇒ 熊本市立高等学校 ⇒ 熊本市立必由館高等学校（2001年）
- 阿蘇郡宮地町他九ヶ町村組合立阿蘇高等女学校（1922年）⇒ 熊本県立阿蘇高等女学校 ⇒《新制》熊本県立阿蘇高等学校 ⇒（2010年：統合）熊本県立阿蘇中央高等学校
- 南小国・北小国村組合立実科高等女学校（1922年）⇒ 阿蘇北部実科高等女学校 ⇒ 熊本小国実科高等女学校 ⇒ 熊本県小国高等女学校（1943年）⇒《新制・統合》熊本県立阿蘇高等学校 小国分校 ⇒（1951年：独立）熊本県立小国高等学校
- 御船町立御船女子実業補習学校（1917年：上益城郡御船町）⇒ 御船町立御船実科高等女学校（一次：1919年）⇒ 上益城郡立実科高等女学校 ⇒ 熊本県上益城高等女学校（1922年）⇒（1923年：上益城郡甲佐町横田へ移転・県立移管）熊本県立甲佐高等女学校 ⇒《新制》熊本県立甲佐高等学校
- 御船町立御船実科高等女学校（二次：1928年）⇒ 御船町外十二ヶ町村組合立御船高等女学校（1943年）⇒《新制・統合》熊本県立御船高等学校
- 球磨郡立実科女学校（1916年）⇒ 球磨郡立実科高等女学校 ⇒ 熊本県立人吉高等女学校（1923年）⇒《新制・統合》熊本県立人吉高等学校
- 熊本県芦北実科高等女学校（1927年）⇒ 熊本県立芦北高等女学校（1936年）⇒《新制・統合》熊本県立芦北農林高等学校 ⇒ 熊本県立芦北高等学校（1982年）
- 水俣町立水俣女子実業補習学校（1911年）⇒ 水俣町立水俣実科女学校 ⇒ 熊本県立水俣高等女学校（1938年）⇒《新制・統合》熊本県立水俣高等学校
- 私立淑徳女塾（1916年）⇒ 熊本県南関女学校 ⇒ 熊本県南関実科高等女学校 ⇒ 熊本県立南関高等女学校（1944年）⇒《新制》熊本県立南関高等学校 ⇒（2015年：統合）熊本県立岱志高等学校
- 荒尾市立女子実業学校（1944年）⇒ 荒尾市立高等女学校（1946年）⇒《新制・統合》熊本県立荒尾高等学校 ⇒（2015年：統合）熊本県立岱志高等学校
- 多良木他八ヶ村学校組合立多良木実科高等女学校（1922年）⇒ 熊本県立多良木実科高等女学校 ⇒ 熊本県立多良木高等女学校 ⇒《新制・統合》熊本県立球磨農業高等学校 ⇒（普通課程が分離独立）熊本県立多良木高等学校 ⇒（2017年：統合）熊本県立球磨中央高等学校

### 私立
- 済々黌附属女学校（1888年）⇒（済々黌より独立）尚絅女学校 ⇒ 尚絅高等女学校（1896年）⇒《新制》尚絅中学校・高等学校
- 熊本女学会（1887年）⇒ 熊本英学校附属女学校 ⇒ 熊本女学校 ⇒ 大江高等女学校（1921年）⇒《新制》大江女子高等学校 ⇒ フェイス女学院高等学校 ⇒ 熊本フェイス学院高等学校 ⇒（2011年：合併）開新高等学校
- 坪井女子工芸学校（1903年）⇒ 九州実科女学校 ⇒ 九州実科高等女学校 ⇒ 九州中央高等女学校（1921年）⇒ 熊本県中央高等女学校 ⇒《新制》熊本県中央女子高等学校 ⇒ 熊本中央女子高等学校 ⇒ 熊本中央高等学校（2002年）
- シスターメール・ボルジア熊本玫瑰女学校（1900年）⇒ 熊本中央実科高等女学校 ⇒ 上林高等女学校（1922年）⇒《新制》熊本信愛女学院中学校・高等学校
- 私立八代女子技芸学校（1909年）⇒ 八代実科高等女学校 ⇒ 八代成美高等女学校（1926年）⇒《新制》八代白百合学園高等学校
- 九州女学院高等女学校（1926年）⇒ 清水高等女学校 ⇒ 九州女学院高等女学校 ⇒《新制》九州女学院中学校・高等学校 ⇒ ルーテル学院中学校・高等学校（2001年）
- 東肥高等女学校
- 熊本女子職業学校（1922年）⇒ 熊本高等家政女学校 ⇒《新制》熊本家政女学園高等学校 ⇒ 熊本女子高等学校 ⇒ 慶誠高等学校（1997年）
- 玉名実践女学院（1925年）⇒ 玉名実践女学校 ⇒ 玉名女子職業学校 ⇒ 熊本県玉名高等家政女学院 ⇒《新制》玉名家政高等学校 ⇒ 玉名女子高等学校（1963年）
- 隈府女子技芸学校（1925年）⇒ 隈府女子専門学校 ⇒《新制》菊池女子高等学校
- 熊本女子商業学校（1941年）⇒《新制》熊本女子商業高等学校 ⇒ 熊本国府高等学校（1994年）

## 実業学校

### 官立
- 官立無線電信講習所熊本支所 ⇒ 官立熊本無線電信講習所 ⇒ 国立熊本電波高等学校 ⇒ 国立熊本電波工業高等専門学校 ⇒ 国立熊本高等専門学校

### 公立

#### 飽託・熊本
- 熊本県工業学校（1889年）⇒ 熊本県立工業学校 ⇒《新制・統合》熊本県立工業高等学校 ⇒ 熊本県立熊本工業高等学校（1951年）
- 飽託郡立工業徒弟学校（1900年）⇒ 熊本市立工業徒弟学校 ⇒ 熊本市立工業学校 ⇒ 熊本市立商工学校 ⇒ 熊本市立工業学校 ⇒《新制・統合》熊本県立工業高等学校（第二部）⇒ 熊本県立熊本工業高等学校（1951年）
- 熊本簡易商業学校（1895年）⇒ 熊本商業学校 ⇒ 熊本市立商業学校 ⇒ 熊本県立商業学校 ⇒（熊本県立第二商業学校を統合）⇒ 熊本県立工商学校（1944年：戦時非常措置）⇒ 熊本県立商業学校 ⇒《新制》熊本県立商業高等学校 ⇒ 熊本県立熊本商業高等学校（1967年）
- 熊本農業学校（1899年）⇒ 熊本第一農業学校 ⇒ 熊本県熊本農業学校 ⇒ 熊本県立熊本農業学校 ⇒《新制》熊本県立熊本農業高等学校

#### 玉名
- 三十六ヶ町村組合立玉名農業学校（1945年）⇒《新制・統合》熊本県立玉名高等学校 ⇒（1952年：農業科が分離独立）熊本県立玉名農業高等学校 ⇒ 熊本県立北稜高等学校（1991年）

#### 鹿本
- 山鹿町外十七ヶ町村組合立鹿本農業学校（1914年）⇒（1944年：山鹿実業学校と統合）鹿本郡山鹿町外二十六ヶ町村組合立鹿本農工学校 ⇒《新制》熊本県立鹿本実業高等学校 ⇒（1949年： 農業科・工業科が熊本県立鹿本高等学校に、商業科が熊本県立山鹿高等学校に統合される）熊本県立鹿本高等学校 農業科・工業科、熊本県立山鹿高等学校 商業科 ⇒（1958年：農業科が分離独立）熊本県立鹿本農業高等学校

#### 菊池
- 菊池郡立菊池北部農業学校（1903年）⇒ 組合立菊池農業学校（1908年）⇒ 熊本県立菊池蚕業学校（1922年）⇒ 熊本県立菊池農蚕学校 ⇒《新制》熊本県立菊池農蚕高等学校 ⇒（1949年：統合）熊本県立菊池総合高等学校 ⇒（1953年：農業科と養蚕科が分離独立）熊本県立菊池農蚕高等学校 ⇒（1964年：統合）熊本県立菊池農業高等学校
- 菊池郡泗水村外四ヶ村教育土木組合立西部高等小学校付設農業補習学校（1906年）⇒ 菊池西部実習補習学校 ⇒ 組合立菊池西部実業学校（1925年）⇒ 熊本県菊池西部農業学校 ⇒《新制》熊本県立菊池西部高等学校 ⇒ 熊本県立菊池西農業高等学校 ⇒（1964年：統合）熊本県立菊池農業高等学校
- 合志東部農業補習学校（1906年）⇒ 菊池東部実業学校 ⇒《新制》熊本県立大津高等学校 二部 ⇒ 熊本県立大津高等学校 農業部 ⇒（1960年：分離独立）熊本県立大津農業高等学校 ⇒ 熊本県立大津産業高等学校 ⇒ 熊本県立翔陽高等学校（1996年）

#### 阿蘇
- 熊本第二農業学校（1899年）⇒ 熊本県立阿蘇農業学校 ⇒《新制》熊本県立阿蘇農業高等学校 ⇒ 熊本県立阿蘇清峰高等学校（1997年）⇒（2010年：統合）熊本県立阿蘇中央高等学校

#### 上益城
- 浜町村外六ヶ村組合立矢部実業補習学校（1896年）⇒ 組合立乙種農業学校 ⇒ 熊本県立矢部農業学校 ⇒《新制》熊本県立矢部農林高等学校 ⇒（2010年：統合）熊本県立矢部高等学校

#### 八代
- 熊本県立八代農業学校（1920年）⇒《新制》熊本県立八代農業高等学校
- 八代市立八代工業学校（1944年）⇒《新制・統合》熊本県立八代高等学校 第二部 ⇒ 熊本県立八代高等学校 工業課程 ⇒（1951年：分離独立）熊本県立八代工業高等学校

#### 葦北
- 水俣町立水俣実務学校（1935年）⇒ 水俣町立熊本県水俣農工学校 ⇒ 熊本県立水俣農工学校 ⇒《新制・統合》熊本県立水俣高等学校

#### 球磨
- 熊本県立熊本農業学校球磨分校（1903年）⇒（1905年：独立）熊本県立熊本農業学校 ⇒《新制》熊本県立球磨農業高等学校 ⇒ 熊本県立南稜高等学校（1993年）⇒（2017年：統合・再編）熊本県立南稜高等学校、熊本県立球磨中央高等学校

#### 天草
- 熊本県立天草実業学校（1920年）⇒ 熊本県立天草農業学校 ⇒《新制》熊本県立天草農業高等学校 ⇒ 熊本県立苓明高等学校（1993年）⇒（2015年：統合）熊本県立天草拓心高等学校

## その他
- 済々黌外塾 ⇒ 済々黌附属予備学校 ⇒ 選修学校
- 県立中学校済々黌夜間部 ⇒ 熊本県立済々黌高等学校定時制
- 私立熊本中等夜学校
- 錦城学館
- 労学館
- 人吉中学校附属夜間中学